# Vologda Air
Vologda Air (Russisch: ВОЛОГОДСКОЕ авиационное предприятие) is een Russische luchtvaartmaatschappij met haar thuisbasis in Vologda. Zij voert passagiers-, vracht- en chartervluchten uit binnen Rusland.

## Geschiedenis
Vologda Air is opgericht in 1994 als opvolger van Aeroflots Vologda divisie welke operationeel was vanaf 1931.

## Vloot
De vloot van Vologda Air bestaat uit: (okt.2006)
- 8 Yakolev Yak-40 ()